# Camera dei rappresentanti delle Samoa Americane
La Camera dei rappresentanti delle Samoa Americane (in inglese House of Representatives of American Samoa) è, insieme al Senato, una delle due camere del Parlamento delle Samoa Americane. Composta da 21 membri, la Camera viene eletta ogni due anni.